# Ульянов, Марк Юрьевич
Ма́рк Ю́рьевич Улья́нов (род. 26 июля 1966, Москва) — российский историк-востоковед, старший научный сотрудник Отдела литератур стран Азии и Африки Института мировой литературы им. М. А. Горького РАН, в 2007—2023 годах заведующий кафедрой китайской филологии Института стран Азии и Африки МГУ им. М. В. Ломоносова.

## Биография
Родился в 1966 году в Москве.
Окончил школу-интернат № 14 с углубленным изучением китайского языка. В 1992 году окончил Институт стран Азии и Африки МГУ им. М. В. Ломоносова (кафедру истории стран Дальнего Востока и Юго-Восточной Азии), где получил специальность историк-востоковед, переводчик. Изучал современные языки: индонезийский, китайский; классические языки: вэньянь (древнекитайский), кави (древнеяванский).
Научные руководители: Г. Г. Бандиленко, Д. В. Деопик, Л. Е. Померанцева. Защитил диссертацию на соискание ученой степени кандидата исторических наук по теме «Китайские источники по истории Нусантары в средние века. Опыт системного исследования труда Чжао Жугуа „Чжу фань чжи“ („Описания иноземных стран“)» (в 1996 году).
С 1992 года работал в Институте стран Азии и Африки МГУ им. М. В. Ломоносова: доцент кафедры истории стран Дальнего Востока и Юго-Восточной Азии ИСАА МГУ, с 2007 по 2023 год заведующий кафедрой китайской филологии ИСАА МГУ.
Автор курсов лекций по истории Китая в древности и средние века, истории Индонезии, Малайзии, Филиппин в средние века и новое время, а также по археологии зарубежной Азии и истории стран Азии и Африки в средние века.
С 1995 года преподает на Историческом факультете ПСТГУ (курс История стран Азии и Африки в средние века и новое время).
В 1996—2007 годах работал в Центре восточной литературы Российской государственной библиотеки в качестве старшего библиотекаря китайского фонда.
Читал курс История Китая в древности и средние века на кафедре истории Китая ИСАА МГУ, на Историческом факультете МГУ (в 2002—2011 гг.) и в Институте восточных культур и античности РГГУ (в 2004—2017 гг.).
В 2018—2024 годах старший научный сотрудник Отдела Китая Института востоковедения РАН. С февраля 2024 года старший научный сотрудник Отдела литератур стран Азии и Африки Института мировой литературы им. М. А. Горького РАН.
Совместно с Д. В. Деопиком является инициатором и участником исследовательских проектов по изучению традиционного Китая на базе ИСАА МГУ, ИВ РАН и других учебно-научных центров. В результате реализации этих проектов сложился научный коллектив, развивающий такие научные направления, как исследование археологии, древности и средних веков в истории Китая и стран Юго-Восточной Азии на основе анализа письменных и археологических источников с помощью специальных методов.

## Научная деятельность
Автор более 100 печатных работ по истории и культуре Китая в древности и средние века, истории стран островной части Юго-Восточной Азии в Средние века и раннее Новое время. Среди них: монографии, участие в коллективных трудах, статьи в сборниках и журналах в научных изданиях МГУ, ИВ РАН и других институтов.
Перевёл на русский язык ряд древних и средневековых памятников:
- Чжоу Цюйфэй. «За Хребтами. Вместо ответов» (Лин вай дай да)[4]. Перевод с китайского, комментарий, исследование и приложения М. Ю. Ульянова. М., 2001;
- «Бамбуковые анналы» (Губэнь Чжушу цзинянь). Издание текста, перевод с китайского, вступительная статья, комментарии и приложения М. Ю. Ульянова (при участии Д. В. Деопика и А. И. Таркиной). М., 2005;
- Чунь цю Цзо чжуань. Комментарий Цзо к «Чунь цю». Исследование, перевод с китайского гл. 1-5, комментарии и указатели М. Ю. Ульянова. М., 2011;
- Чжу фань чжи («Описания иноземных стран» Чжао Жугуа — важнейший историко-географический источник китайского средневековья. Исследование, перевод с китайского, комментарий и приложения М. Ю. Ульянова. М., 2019.

Выступил одним из авторов коллективной монографии «Всемирная история». Том 1. Древний мир. (М., 2011). Участвовал в переводе и подготовке к печати полного перевода 9-го тома сочинения Сыма Цяня Ши цзи («Исторические записки») на русский язык. Также является одним из авторов труда «История Китая с древнейших времён до начала XXI века». Том 1. «Древнейшая и древняя история (по археологическим данным). От палеолита до V в. до н. э.» М., 2016. Выступил редактором перевода китайской исторической хроники Бань Гу Ханьшу («История Хань»), выполненного В. В. Башкеевым, а также соавтором вступительной статьи и комментариев к этому переводу (М., 2021).
С 2020 г. руководит межинститутским китаеведческим научным семинаром «Синологическая среда». В 2024 г. вышел сборник статей участников семинара «Древнекитайские эпиграфические памятники (XIII—III вв. до н. э.)».
Участвует в проектах популяризации научного знания: в интернет-журнале ПостНаука и в исторической программе «Родина слонов» на радиостанции Говорит Москва.

### Публикации
Исследования, посвященные Восточной Азии
Переводы и анализ письменных источников:
- Чжоу Цюйфэй. За Хребтами. Вместо ответов. («Лин вай дай да»). Перевод с китайского, комментарий, исследование и приложения Ульянова М. Ю. Из-во «Восточная литература», М., 2001.
- Ульянов М. Ю. Мир глазами китайского таможенного чиновника XIII в. // Восточная коллекция. Зима. М., 2001. С. 86-97.
- Бамбуковые анналы (Губэнь Чжушу цзинянь). Издание текста, перевод с китайского, вступительная статья, комментарии и приложения (при участии Деопика Д. В. и Таркиной А. И.), М. 2005.
- Ульянов М. Ю. Текстологические аспекты исследования «Древнего текста „Бамбуковых анналов“» (Гу бэнь Чжу шу цзи нянь) // Ломоносовские чтения. Востоковедение. Тезисы докладов (апрель 2006 г.). Книга 1. М., 2006.
- Ульянов М. Ю. Чуньцю Цзочжуань («Весны и осени» с комментарием Цзо): краткое введение в исследование (статья) // История Китая. Материалы китаеведческих конференций ИСАА при МГУ (май 2005 г., май 2006 г.). М., Гуманитарий, 2007. C. 167—193.
- Чуньцю Цзочжуань («Весны и осени» с комментарием Цзо): 1-4 гг. правления луского Инь-гуна (722—711 гг. до н. э.) (введение, перевод с китайского и комментарий) — История Китая. Материалы китаеведческих конференций ИСАА при МГУ (май 2005 г., май 2006 г.). М., Гуманитарий, 2007. С. 195—214.
- Ульянов М. Ю. Что же показалось смешным китайскому чиновнику XII в. в горах южной Хунани // Восточная коллекция. Весна. М., 2008. С. 51-64.
- Сыма Цянь. Исторические записки (Ши цзи). Том 9. Перевод с китайского и комментарий. Р. В. Вяткина, А. Р. Вяткина, А. М. Карапетьянца, М. Ю. Ульянова, при участии С. И. Кучеры, В. В. Башкеева, С. В. Дмитриева, М. С. Королькова, М. С. Целуйко. М., 2010.
- Чунь цю Цзо чжуань. Комментарий Цзо к «Чунь цю». Исследование, перевод с китайского гл. 1-5, комментарии и указатели М. Ю. Ульянова. М., из-во «Восточная литература». 2011.
- Ульянов М. Ю. Текстологические аспекты изучения Чуньцю Цзочжуань: к проблеме выделения и характеристики структурно-жанровых групп. // XLI научная конференция Общество и государство в Китае. Ученые записки отдела Китая. Выпуск 3. М., 2011. С. 43-59.
- Ульянов М. Ю. Чуньцю Цзочжуань («„Вёсны и осени“ с комментарием Цзо») как исторический источник // Ломоносовские чтения. Востоковедение. Тезисы докладов (14 ноября 2011 г.). М., 2011. C. 81-83.
- Ульянов М. Ю. Первые упоминания Юго-Восточной Азии в китайских источниках: проблема Хуанчжи (текстологический аспект) // Губеровские чтения. Выпуск 2. Межэтнические и межконфиссиональные отношения в Юго-Восточной Азии: история и современность. М., 2011. С. 319—354.
- Ульянов М. Ю. Кем создавались хроники в период Чуньцю (771—453 гг. до н. э.)? // Ломоносовские чтения. Востоковедение. Тезисы докладов (16 апреля 2012 г.). М., 2012. C. 14-17.
- Ульянов М. Ю. Данные Чунь цю Цзо чжуань («Комментарий Цзо к „Веснам и осеням“») о ведении «анналов» в царствах Древнего Китая периода Чуньцю (771—453 гг. до н. э.) // В пути за китайскую стену. К 60-летию А. И. Кобзева. Собрание трудов. М., 2014. С. 437—454.
- Ульянов М. Ю. Структура и содержание повествований в Чуньцю Цзочжуань («Комментарий Цзо к „Веснам и осеням“»): к характеристике исторической прозы в древнекитайской литературе // Проблемы литературы Дальнего Востока. Сборник материалов VI международной конференции (25-29 июня 2014 г.). Том. 2. СПб., 2014.
- Ульянов М. Ю. Структура «комментирующего комплекса» Чуньцю Цзочжуань («Комментарий Цзо к Чуньцю»): соотношение «исторического» и «каноноведческого» // Розенберговский сборник: востоковедные исследования и материалы. СПб., 2014. С. 248—270.
- Ульянов М. Ю. К характеристике «летописного языка» Чуньцю Цзочжуань («Комментарий Цзо к „Веснам и осеням“»): проблема гожэнь國人 // Ломоносовские чтения. Востоковедение. Тезисы докладов (апрель 2017). М., 2017. С. 25-28.
- Дмитриев С. В., Ульянов М. Ю. О переводе Бо Цзюй-и // 47-я научная конференция Общество и государство в Китае. Ученые записки отдела Китая. Выпуск 23. Том. XLVIII. Часть 2. М., 2017. С. 548—557.
- Ульянов М. Ю. Данные «Чунь цю цзо чжуань» («Комментарий Цзо к „Вёснам и осеням“») о ведении анналов в период Чуньцю (771—453 гг. до н. э.): записи деяний монархов // Петербургское востоковедение: альманах: Festschrift в честь И. А. Алимова / О. И. Трофимова, И. А. Алексеев, Ю. Б. Гаврилова и др. — СПб., 2024. — Гл. 12. — С. 279—307.

Проблемы исторического описания и периодизации истории региона:
- Деопик Д. В., Таркина А. И., Ульянов М. Ю. Метод выделения и краткой характеристики периодов в истории одного государственного образования Восточной Азии: на примере Цзинь (период Восточное Чжоу, VIII—III вв. до н. э.) // Ломоносовские чтения. Востоковедение. Тезисы докладов (апрель 2004 г.). М., 2004. Книга 1, с. 37-43.
- Деопик Д. В., Ульянов М. Ю. «Ландшафтно-хозяйственные пределы зон интенсивного земледелия в регионе Восточной Азии в неолите» — Эволюция социально-политических систем в древних и средневековых обществах (по археологическим и этноисторическим источникам). Тезисы докладов Всероссийской научной конференции / Отв. ред. В. И. Гуляев. М. 2006. C. 13-14.
- Деопик Д. В., Ульянов М. Ю. Выявление аграрных очагов в Восточной и прото-Юго-Восточной Азии: на материале изучения археологических памятников неолита и ранней бронзы (VI — нач. II тыс. до н. э.) // Научная конференция Ломоносовские чтения. Апрель 2008. Востоковедение. Тезисы докладов. М., 2008. C. 50-52.
- Ульянов М. Ю. О выделении периодов при описании исторического процесса на примере периодизации Чуньцю (771—453 до н. э.) и Чжаньго (453—221 до н. э.) в истории Древнего Китая // Ломоносовские чтения. Востоковедение. Тезисы докладов (апрель 2008). М. 2008. С. 60-62.
- Деопик Д. В., Ульянов М. Ю. Основные этапы исторического процесса в регионе Восточная Азия в IX—I тыс. до н. э. // Ломоносовские чтения. Востоковедение. Тезисы докладов (апрель 2009). М., 2009, с. 91-95.
- Деопик Д. В., Ульянов М. Ю. Исторические границы Восточной и Юго-Восточной Азии // Ломоносовские чтения. Востоковедение. Тезисы докладов (апрель 2010). М., 2010, с. 53-58.
- Ульянов М. Ю. К вопросу о периодизации истории царства Цинь (11 в. до н. э. — 207 г. до н. э.) и последующих событий, приведших к возникновению государства Западная Хань (202 г. до н. э. — 8 г. н. э.) // Ломоносовские чтения. Востоковедение. Тезисы докладов (16 апреля 2010 г.). М., 2010, с. 75-82.
- Ульянов М. Ю. Чуньцю Цзочжуань (« „Вёсны и осени“ с комментарием Цзо») как источник по истории периода Чуньцю (771—453 гг.до н. э.): к проблеме выделения «исторических процессов» // Ломоносовские чтения. Востоковедение. Тезисы докладов (14 ноября 2011 г.). М., 2011, с. 84-86.
- Деопик Д. В., Ульянов М. Ю. Историко-археологическое описание региона Восточной Азии в X—I тыс. до н. э. // XLII научная конференция Общество и государство в Китае. Ученые записки отдела Китая. Выпуск 6. Часть. 1, М., 2012. С. 39-62.
- Деопик Д. В., Ульянов М. Ю. Ранние городские поселения Восточной Азии (рубеж 3-2 тыс. до н. э.): к вопросу о возникновении государственности в историческом регионе Восточная Азия // Ломоносовские чтения. Востоковедение. Тезисы докладов (15 апреля 2013 г.). М., 2013, с. 17-20.
- Деопик Д. В., Ульянов М. Ю. От «двуединой археологической культуры» к «двуединой империи»: периодизация исторического процесса в центре Восточной Азии с 2500 г. до н. э. по 220 г. н. э. // Ломоносовские чтения. Востоковедение. Тезисы докладов (14 апреля 2014 г.). М., 2014. С.17-22.
- Ульянов М. Ю. Послесловие к первому тому / История китайской цивилизации: в 4 т. Т. 1: С древнейших времен до 221 г. до н. э. / гл. ред. Янь Вэньмин, зам. гл. ред. Ли Лин; пер. с кит. под ред. И. Ф. Поповой, М. Ю. Ульянова. М.: Наука-Вост. лит., 2019.
- Ульянов М. Ю. Предисловие к лекциям Г. С. Кара-Мурзы (1906—1945) по истории Древнего Китая // Архив российской китаистики. Том IV. М., 2016. С. 21-38.

Исследование политических процессов:
- Ульянов М. Ю. Царство Чу — первое государство в северной части «прото-ЮВА» (конец II — конец I тыс. до н. э.): периодизация истории в эпохи Западное и Восточное Чжоу (XI—III вв. до н. э.) // Ломоносовские чтения. Востоковедение. Тезисы докладов (апрель 2002). М., 2002. C. 65-73.
- Ульянов М. Ю. Мифическая часть генеалогии правителей царства Чу (конец II — конец I тыс. до н. э.) // Ломоносовские чтения. Востоковедение. Тезисы докладов (апрель 2002). М., 2002. C. 14-22.
- Ульянов М. Ю. Сведения письменных источников о первых правителях царства Чу (последняя четверть XI в. до н. э.) // История Китая. Материалы китаеведческой конференции ИСАА при МГУ (май 2004 г.). М., 2005. C. 121—134.
- Ульянов М. Ю. К рассмотрению важнейших вопросов ранней истории царства Чу (вторая половина XI в. до н. э.): первые правители и локализация первого столичного центра // Вестник МГУ. Серия: Востоковедение, № 6, 2005, с. 49-65.
- Ульянов М. Ю. Цинь Шихуан и его армия // Восточная коллекция. Лето. 2007. C. 20-38.
- Ульянов М. Ю. Важнейшие особенности внешней политики царства Чу во второй половине 8 — первой половине 6 вв. до н. э. и борьба за юг Великой китайской равнины // Ломоносовские чтения. Востоковедение. Тезисы докладов (апрель 2010). М., 2010. C. 72-75.
- Ульянов М. Ю. Мифическая часть генеалогии монархов царства Чу (XI—III вв. до н. э.) как отражение политического и культурного процесса // Вестник Университета Дмитрия Пожарского. 2019. № 3. С. 83-113.
- Ульянов М. Ю. Царство Чу в XII—X в. до н. э.: формирование и становление государства // Вестник Университета Дмитрия Пожарского. 2019. № 3. С. 114—148.
- Ульянов М. Ю. Мифическая часть генеалогии монархов царства Чу (XI—III вв. до н. э.) как отражение политического и культурного процесса // Вестник Университета Дмитрия Пожарского. 2019. № 3. С. 83-113.
- Ульянов М. Ю. Царство Чу в IX — первой половине VIII в. до н. э.: расширение территории и усиление государства // Вестник Университета Дмитрия Пожарского. 2020, № 2. С. 31-68.
- Ульянов М. Ю. История Чу в правление чуского У-вана (740—690 гг. до н. э.). Часть 1: 740—704 гг. до н. э. Противостояние с царством Суй и принятие титула ван // Вестник Университета Дмитрия Пожарского. 2020, № 2. С. 69-97.
- Ульянов М. Ю. История Чу в правление чуского У-вана (740—690 гг. до н. э.). Часть 2: 703—690 гг. до н. э. покорение царств Средней Янцзы // Вестник Университета Дмитрия Пожарского. 2020, № 2. С. 98-118.

Обобщающие исторические исследования:
- Ульянов М. Ю. История царства Чу в X в. до н. э. По данным письменных источников // Три четверти века: Д. В. Деопику — друзья и ученики, М., 2007. C. 272—296.
- С. И. Кучера, при участии Д. В. Деопика и М. Ю. Ульянова. Древний Китай (III—II тысячелетия до н. э.) // Всемирная история. Том 1. Древний мир. М., 2011. C. 150—168.
- С. И. Кучера, при участии Д. В. Деопика и М. Ю. Ульянова. Китай: от полицентризма к империям // Всемирная история. Том 1. Древний мир. М., 2011. С. 357—373.
- Деопик Д. В., Ульянов М. Ю. К предыстории царств У и Юэ: Нижняя Янцзы после Лянчжу (II тыс. до н. э.) // Юго-Восточная Азия: актуальные проблемы развития. Выпуск XVI (ЮВА 2010—2011). М., 2011. С. 262—295.
- Деопик Д. В., Ульянов М. Ю. Исторические процессы в древней Восточной Азии в III — первой половине II тыс. до н. э.: складывание «двуединого» Региона // XLII научная конференция Общество и государство в Китае. Ученые записки отдела Китая. Выпуск 7. Часть 3., М., 2012. С. 7-39.
- Деопик Д. В., Ульянов М. Ю. Завершение формирования «двуединого» исторического региона Восточная Азия после возникновения государственности у хуася во II тыс. до н. э. // 43-я научная конференция Общество и государство в Китае. Ученые записки отдела Китая. Том. XLIII. Выпуск 8, М., 2013. С. 167—176.
- Деопик Д. В., Ульянов М. Ю. История основных историко-культурных зон Восточной Азии в Х-I тыс. до н. э. в первом томе «Истории Китая»: подходы и концепции // 47-я научная конференция Общество и государство в Китае. Ученые записки отдела Китая. Выпуск 22. Том. XLVII. Часть 1. М., 2017. С. 321—355.

Исследования традиции историописания и культурных процессов:
- Ульянов М. Ю. Сообщения о культах, магии, магических и мантических практиках в провинции Гуанси в эпоху Южная Сун в труде Чжоу Цюй-фэя Лин вай дай да («За Хребтами. Вместо ответов», 1178 г.) // Религиозный мир Китая. Альманах 2003.М., 2003. C. 137—164.
- Ульянов М. Ю. Сочинение Чжу Фу «Симань цунсяо» (XII в.) — источник по культуре народов южного Китая периода Сун (сопоставление с трудами Фань Чэн-да и Чжоу Цюй-фэя). — Ломоносовские чтения. Востоковедение. Тезисы докладов (апрель 2005). М., 2005.
- Ульянов М. Ю. «Бамбуковые анналы» (древний текст) и сведения о политической культуре Китая (VIII—III вв. до н. э.) // Ломоносовские чтения. Востоковедение. Тезисы докладов. Книга 1. М., 2007.
- Ульянов М. Ю. Сравнительный анализ этнической модели поведения Лю Бана и Сян Юя в эпоху создания империи Хань (210—202 гг. до н. э.) // Россия — Азия: механизмы сохранения и модернизации этничности. Улан-удэ, 2008. С. 218—219.
- Кобзев А. И., Ульянов М. Ю. Даосский темперамент и конфуцианский стиль (К 65-летию со дня рождения Артемия Михайловича Карапетьянца) // 39-я Научная конференция Общество и государство в Китае. М., 2009. C. 477—479.
- Ульянов М. Ю. Об этапах историописания в Древнем Китае: периоды Чуньцю и Чжаньго (VIII—III вв. до н. э.) // Institutionis Conditori Илье Сергеевичу Смирнову. Orientalia et Classica Труды Института восточных культур и античности. Выпуск L. М., 2013. с. 317—336.
- Ульянов М. Ю. «Историографы» даши при дворах государей ряда царств периода Чуньцю (771—453 гг. до н. э.) по данным Чунь цю Цзо чжуань («Комментарий Цзо к „Веснам и осеням“») // Восток-Запад. Историко-литературный альманах 2011—2012. М., 2013. С. 16-36.
- Ульянов М. Ю. О религиозных церемониях в период Чуньцю (771—453 гг. до н. э.): по данным Чуньцю Цзочжуань // Ломоносовские чтения. Востоковедение. Тезисы докладов (апрель 2014). М., 2014. С. 28-31.
- Ульянов М. Ю. Жречество древнего Китая периода Чуньцю (771—453 гг. до н. э.): по данным Чуньцю Цзочжуань («„Весны и осени“ господина Цзо») // Ломоносовские чтения. Востоковедение. Тезисы докладов (апрель 2015). М., 2015. С.13-15.
- Ульянов М. Ю. О понятии «культурная среда» и особенностях создания письменных произведений в период Чуньцю (771—453 гг. до н. э.) // Ломоносовские чтения. Востоковедение. Тезисы докладов (апрель 2015). М., 2015. С. 281—283.
- Ульянов М. Ю. Старшие жрецы чжу при дворах правителей царств периода Чуньцю (771—453 гг. до н. э.): по данным Чунь цю Цзо чжуань // 45-я научная конференция Общество и государство в Китае. Ученые записки отдела Китая. Выпуск 18. Том. XLV. Часть 2. М., 2015. С. 46-70.
- Ульянов М. Ю. К характеристике процесса сохранения исторической памяти в Древнем Китае периода Чуньцю (771—453 гг. до н. э.)// Древнейшие государства Восточной Европы. 2013 год. Зарождение историописания в обществах Древности и Средневековья. М., 2016.
- Ульянов М. Ю. Светские церемонии в период Чуньцю (771—453 гг. до н. э.) по данным Чуньцю Цзочжуань: визиты ко дворам чжоуского вана и правителей царств // Ломоносовские чтения. Востоковедение. Тезисы докладов (апрель 2016). М., 2016. С. 33-36.
- Ульянов М. Ю. Жрецы ши 史 при дворах правителей царств периода Чуньцю: по данным Чуньцю Цзочжуань и Го юй // 46-я научная конференция Общество и государство в Китае. Ученые записки отдела Китая. Выпуск 21. Том. XLVI. Часть 2. М., 2016. С. 127—182.
- Ульянов М. Ю. Ши 師 в период Чуньцю (771—453 гг. до н. э.) ― жрецы или «наставники»: трудности перевода и их преодоление // Прикосновение к вечности. Сборник статей. М., 2017. С. 37-49.
- Ульянов М. Ю. Жрецы-музыканты группы ши 師 периода Чуньцю (771—453 гг. до н. э.): должностные обязанности и место в культуре // Ломоносовские чтения. Востоковедение. Тезисы докладов (апрель 2018). С. 22-25.
- Попова Г. С., Ульянов М. Ю. Этапы истории шу 書 («Записи [речей государей]») и ши 詩 («Песни»): от литургии до канона (XI—III вв. до н. э.) / 48-я научная конференция Общество и государство в Китае. Ученые записки отдела Китая. Выпуск 28. Т. XLVIII. ч.2. М., 2018. С. 332—367.
- Ульянов М. Ю. К характеристике социальных и культурных процессов периода Чуньцю (771—453 гг. до н. э.): от школы «дворцовой» к школе «массовой» // Ломоносовские чтения. Востоковедение. Тезисы докладов (апрель 2019). С. 25-27.
- Попова Г. С., Ульянов М. Ю. Надпись на сосуде Мао-гун дин времен Западного Чжоу (1027—771 гг. до н. э.): к вопросу об эволюции шу 書 «записей [речей государей]» // Вестник Университета Дмитрия Пожарского. 2019. № 3. С. 149—164.
- Ульянов М. Ю. «Дворцовая» школа в царствах Восточной Азии: к характеристике социальных и культурных процессов первой половины периода Чуньцю (771—453 гг. до н. э.) // Общество и государство в Китае. Т. XLIX. Ч. 2. М., 2019.
- Ульянов М. Ю. Политические и социальные условия возникновения «массовой» школы по подготовке «служилых» в конце периода Чуньцю (втор. пол. VI — перв. пол. V вв. до н. э.) // Ломоносовские чтения. Востоковедение и африканистика. Тезисы докладов научной конференции (Москва 2020). М., 2020. С. 100—102.
- Ульянов М. Ю. Ключевые вехи становления первой «массовой» школы в царстве Лу в конце периода Чуньцю (втор. пол. 6 — перв. пол. 5 вв. до н. э.) // Ломоносовские чтения. Востоковедение и африканистика. Тезисы докладов научной конференции (Москва 2020). М., 2020. С. 102—104.
- Ульянов М. Ю. Жрецы-музыканты ши 師 царств Восточной Азии периода Чуньцю (771—453 гг. до н. э.) // Ломоносовские чтения. Востоковедение и африканистика. Тезисы докладов научной конференции (Москва 2021). М., 2021. С. 196—198.
- Ульянов М. Ю. «Массовая» школа для подготовки служилых в период Чуньцю (771—453 гг. до н. э.): Часть 1. История возникновения в контексте биографии Кун-цзы (552—479 гг. до н. э.) // Китай: общество и культура. Т.1, № 2. 2022.
- Ульянов М. Ю. Жрецы-музыканты ши 師 в царствах Восточной Азии периода Чуньцю (771—453 гг. до н. э.): общий обзор // Великий смысл врат в Сокровенное: Религии, философия и культура Китая. К 60-летию С. В. Филонова. М., 2022.
- Ульянов М. Ю. О формировании массовой школы Кун-цзы (552—479 гг. до н. э.) на рубеже VI—V вв. до н. э. и его работа над комплексом учебных сочинений // Лунь Юй. Беседы и суждения / Конфуций; пер. с кит. В. В. Башкеев. — Москва : Издательство АСТ: ОГИЗ, 2023. (Власть: искусство править миром). С. 11-69.

Исследования, посвященные Юго-Восточной Азии
- Ульянов М. Ю. Культура Нусантары // Восток, № 5, 1993. С. 155—158.
- Ульянов М. Ю. Сообщение о Филиппинах в труде Чжао Жугуа «Чжу фань чжи» // Филиппины в Малайском мире. М, 1994. С. 15-32.
- Ульянов М. Ю. Восприятие столичных центров Нусантары в китайских источниках эпохи Сун // Города-гиганты Нусантары и проблемы их развития (малайcко-индонезийские исследования, IV), М., 1995. С. 45-52.
- Ульянов М. Ю. Китайские источники по истории Индонезии (опыт количественного анализа труда Чжао Жугуа «Чжу фань чжи», 1225 г.) — Тезисы докладов Международной конференции «Памятники духовной, материальной и письменной культуры древнего и средневекового Востока» (создание баз данных), 30 мая — 4 июня 1995 г. С. 73-75.
- Ульянов М. Ю. Китайское восприятие Дайвьета в конце XII — начале XIII вв. (опыт количественного и текстологического анализа историко-географического описания) // Традиционный Вьетнам (сборник статей, выпуск II), М. 1996. С. 50-83.
- Ульянов М. Ю. Чжао Жугуа «Чжу фань чжи», 1225 г. Сообщение о государстве Шривиджая // Восток, № 6, 1996. С. 141—155.
- Ульянов М. Ю. Китайские источники по истории Индонезии (опыт количественного анализа труда Чжао Жугуа «Чжу фань чжи»), 1225 г. // Базы данных по истории Евразии в средние века. Выпуск 4 — 5, 1996. С. 117—128.
- Ulyanov M.Yu. The Tay-Nung ethnic groups' movement for establishment of independent state in the 1st half of 11th century (1038—1053). — International conference on Vietnamese studies. Abstracts. Hanoi, 1998, p. 23.
- Ульянов М. Ю. Чжао Жугуа «Чжу фань чжи» (Сообщения о подвластных Шривиджае государствах) // Восток, № 1, 1999. С. 156—166.
- Ульянов М. Ю. Борьба тайских народностей под руководством рода Нун в первой половине XI в. (1038—1053) за создание национального государства. Сопоставление сообщений Дай Вьет шыки тоан тхы и Сун ши // Традиционный Вьетнам. Вып III, М., 2008. С. 39-60.
- Деопик Д. В., Ульянов М. Ю. Кризис 1127 г. и проблема перехода власти в средневековом Вьетнаме (Дайвьете) от Первых ко Вторым Поздним Ли // Традиционный Вьетнам. Вып. III. М., 2008. С. 66-104.
- Ульянов М. Ю. К вопросу о первых упоминаниях стран Юго-Восточной Азии в китайских источниках: сведения о «стране Хуанчжи» в контексте политической и идеологической борьбы начала I в. н. э. // Губеровские чтения. Выпуск 1. Юго-Восточная Азия: историческая память, этнокультурная идентичность и политическая реальность. М., 2009, с. 45-72.
- Деопик Д. В., Ульянов М. Ю. Исторические границы Восточной и Юго-Восточной Азии // Ломоносовские чтения. Востоковедение. Тезисы докладов (апрель 2010). М., 2010. С. 53-58.
- Деопик Д. В., Ульянов М. Ю. Страны Юго-Восточной Азии в ранней древности (IV — первая половина I тысячелетия до н. э.) // Всемирная история. Том 1. Древний мир. М., 2011. с. 169—183.
- Деопик Д. В., Ульянов М. Ю. Страны Юго-Восточной Азии в поздней древности // Всемирная история. Том 1. Древний мир. М., 2011. с. 374—390.
- Ульянов М. Ю. К вопросу о периодизации испанского проникновения на Филиппины в XVI в. // Губеровские чтения. Выпуск 3. Страны Юго-Восточной Азии и Запад: многообразие форм взаимодействия. История и современность. М., 2013. С. 353—368.
- Голикова В. М., Ульянов М. Ю. Труд Антонио де Морги «История Филиппинских островов» (1609 г.) как исторический источник о местных верованиях и распространении католицизма на Лусоне и Висаях во второй половине XVI в. / Христианство в Южной и Восточной Азии: история и современность. М., 2016. С. 253—263.
- Новакова О. В., Симонова-Гудзенко Е. К., Ульянов М. Ю. Роль первых европейских ученых и христианских миссионеров в развитии современных знаний в странах Восточной и Юго-Восточной Азии: на примере Индонезии, Вьетнама и Японии (XVI—XVII вв.) // Гуманитарные исследования в Восточной Сибири и на Дальнем Востоке. 2017, № 3. С. 5-20.
- Ульянов М. Ю. Сочинение Антонио де Морги Sucesos de las Islas Filipinas (1609 г.) как источник по истории «проникновения» испанцев на Филиппины // Малайско-индонезийские исследования. Выпуск XX. М., 2018. С. 44-64.
- Ульянов М. Ю. Сообщения труда Антонио де Морги «Сведения об островах Филиппинских» (Sucesos de las Islas Filipinas, 1609 г.) о борьбе испанцев за Молуккские острова в 1521—1596 гг. // Страны Юго-Восточной Азии: традиции и современность (история, политика, экономика, культура). М., 2018 (электронный ресурс).
- Ульянов М. Ю. Сведения о христианизации Филиппин на рубеже XVI—XVII вв. в труде Антонио де Морги Sucesos de las Islas Filipinas («События на островах Филиппинских», 1609 г.) / Христианство и общество в странах Азии: история и современность. М., 2019. С. 192—209.
- Ульянов М. Ю. Сочинение Антонио де Морги Sucesos de las Islas Filipinas («События на островах Филиппинских», 1609 г.) о деяниях католических священнослужителей в Юго-Восточной и Восточной Азии на рубеже XVI и XVII вв. / Христианство и общество в странах Азии: история и современность. М., 2019. С. 210—239.
- Ульянов М. Ю. История изучения Индонезии. Немного о важности историографии // Proshloe. https://proshloe.com/istoriografiya-indonezii.html
- Кукушкина Е. С., Ульянов М. Ю. Нужна ли яванистика индонезиеведам: о месте яванистики в индонезиеведении // Вестник МГУ. Серия 13. Востоковедение. 2020, № 3.
- Ульянов М. Ю. Этапы складывания классической яванистики в Нидерландах XIX в. // Ломоносовские чтения. Востоковедение и африканистика. Тезисы докладов научной конференции (Москва 2021). М., 2021. С. 199—201.
- Деопик Д. В., Ульянов М. Ю. Об изучении истории Восточной и Юго-Восточной Азии: истоки проектного подхода и условия его осуществления // Вестник Университета Дмитрия Пожарского. 2020, № 2. С. 9-30.
- Ульянов М. Ю. Бремя первых: жизнь и труды Готтлоба Брюкнер (1783—1857), автора первого перевода «Нового завета» на яванский язык // Христианство и традиционные ценности в Южной и Восточной Азии: история и современность. с. 147—172.
- Ульянов М. Ю. Этапы научной биографии Г. Г. Бандиленко (1946—2002), индонезиеведа-медиевиста // Ломоносовские чтения. Востоковедение и африканистика. Тезисы докладов научной конференции (Москва 2022). М., 2022. С. 109—112.
- Ульянов М. Ю. О знакомстве в Нидерландах XVII—XVIII вв. с яванским языком // Ломоносовские чтения. Востоковедение и африканистика. Тезисы докладов научной конференции (Москва 2022). М., 2022. С. 112—115.
- Ульянов М. Ю. Иоганн Герике (1798—1857 гг.) как основоположник академической яванистики: начальный период деятельности (1827—1837 гг.) // Вестник Московского университета. Серия 13. Востоковедение, № 4, 2021. С. 118—138.
- Ульянов М. Ю. Иоганн Герике (1798—1857) как основоположник академической яванистики: второй период творческой деятельности (1837—1848) // Вестник Московского ун-та. Сер. 13. Востоковедение. 2022. № 3. C. 108—132.

Археология, эпиграфика, история письма
- Ульянов М. Ю. Цинь Шихуан и его армия // Восточная коллекция. Лето. 2007, с. 20-38.
- Деопик Д. В., Комиссаров С. А., Ульянов М. Ю. Китай: Древнейшие археологические культуры на территории Китая // Большая Российская энциклопедия, Т. 14, М., 2009, с. 86-90.
- Комиссаров С. А., Ульянов М. Ю. Кухонные кучи как объект исследования (материалы к археологическому словарю) // Вестн. НГУ. Серия: История, филология. — 2011. — Т. 10, Вып. 3. Археология и этнография. — С. 20-22. — 0,25 п. л.
- Деопик Д. В., Ульянов М. Ю. Ранняя аустрическая письменность: массив надписей V тыс. до н. э. из Шуандуня (пров. Аньхой, КНР) // Ломоносовские чтения. Востоковедение. Тезисы докладов (ноябрь 2011). М., 2011, с. 67-70.
- Деопик Д. В., Ульянов М. Ю. Современные данные о древнейших письменностях в Восточной Азии и связанные с ними знаки и тексты. Часть 1// Вопросы эпиграфики. Вып. 5. М., 2011. С. 7-118.
- Деопик Д. В., Ульянов М. Ю. Современные данные о древнейших письменностях в Восточной Азии и связанные с ними знаки и тексты. Часть 2. // Вопросы эпиграфики. Вып. 6. М., 2012. С. 205—249.
- Ахтемова Л. А., Ульянов М. Ю. Эпиграфический комплекс II в. до н. э. из Шуангудуя // 43-я научная конференция Общество и государство в Китае. Ученые записки отдела Китая. Том. XLIII. Выпуск 8, М., 2013. С. 6-68.
- Деопик Д. В., Ульянов М. Ю. Современные данные о древнейших письменностях в Восточной Азии и связанные с ними знаки и тексты. Часть 3 // Вопросы эпиграфики. Выпуск 7, М., 2014. С. 15-103.
- Ульянов М. Ю., Халтурина П. В. Эпиграфический массив царства Цзинь из Хоума (V в. до н. э.): общее описание в историко-археологическом контексте // Вопросы эпиграфики. Выпуск 7, М., 2014. С. 104—162.
- Ульянов М. Ю. Послесловие к статье «Находки бронзового века» // Восточная коллекция. Лето. М., 2014. С. 90-92.
- Деопик Д. В., Ульянов М. Ю. Основные этапы складывания этноса хуася (2500—1600 гг. до н. э.): по данным археологии // Ломоносовские чтения. Востоковедение. Тезисы докладов (апрель 2016). М., 2016. С. 22-25.
- Деопик Д. В., Ульянов М. Ю. О выделении типов письма государств раннего бронзового века (2500—1800 гг. до н. э.) Восточной Азии: Нижняя Янцзы и Шаньдун // Ломоносовские чтения. Востоковедение. Тезисы докладов (апрель 2017). М., 2017. С. 17-19.
- Ефименко М. В., Ульянов М. Ю. О наименовании ритуальных сосудов из бронзы Западного Чжоу (XI—VIII вв. до н. э.) // Общество и государство в Китае. Т. XLIX. Ч. 2. М., 2019.
- Попова Г. С., Ульянов М. Ю. Надпись на сосуде Мао-гун дин времен Западного Чжоу (1027—771 гг. до н. э.): к вопросу об эволюции шу 書 «записей [речей государей]» // Вестник Университета Дмитрия Пожарского. 2019. № 3. С. 149—164.

О проблемах преподавания и науки
- Деопик Д. В., Ульянов М. Ю. О студенческих работах по истории Древнего Китая // История Китая. Материалы китаеведческой конференции ИСАА при МГУ (май 2004 г.). М., 2005, с.
- 乌利亚诺夫 M。Yu。莫斯科大学亚非学院古汉语教学传统及方法 — 俄罗斯中国语言文化教育推广国际学术研讨会。论文集。长春， 2010. с. 63-66.
- Ульянов М. Ю. Опыт внедрения кафедральных исследовательских проектов в научной работе студентов-китаистов // Пути Поднебесной: сб. науч. тр. Вып. II. Минск. 2011. С.9-12.
- Ulyanov M. Nusantara Studies in Russia // Nordic Newsletter of Asian Studies, № 3 September, 1993, pp. 12 −14.
- Ульянов М. Ю. Предисловие (концепция научных проектов) // История Китая. Материалы китаеведческих конференций ИСАА при МГУ (май 2005 г., май 2006 г.). М., Гуманитарий, 2007 с.
- Ульянов М. Ю. Предисловие // Карапетьянц А. М. У истоков китайской словесности: собрание трудов. М.,2010,с.3-12
- Башкеев В. В., Ульянов М. Ю., Целуйко М. С. Подходы к исследованию политических процессов в описании древней и средневековой истории Китая и стран Юго-Восточной Азии // «Отголосок прошедшего в будущем». Сб. науч. статей. Преподавателей и аспирантов Исторического факультета ПСТГУ. М., 2012, с. 41-71.
- Башкеев В. В., Ульянов М. Ю. Периодизация как инструмент и как результат исследования политического процесса: на примере истории Китая поздней древности (221 г. до н. э. — 25 г. н. э.) // 44-я научная конференция Общество и государство в Китае. Ученые записки отдела Китая. Том. XLIV. Выпуск 15, М., 2014. С. 312—364.
- Ульянов М. Ю. Заметки о новой книге по истории Древнего Китая (на пути к созданию академической истории) // 44-я научная конференция Общество и государство в Китае. Ученые записки отдела Китая. Том. XLIV. Выпуск 15, М., 2014. С. 518—559.
- Ульянов М. Ю. К 50-летию одного обсуждения, или О ненаучной ревности и научной целесообразности // Архив российской китаистики. Том IV. М., 2016.
- Кобзев А. И., Ульянов М. Ю. Юбилейное введение // В. М. Крюков, М. В. Крюков. КВЖД 1929. Взрыв и эхо. М., 2017. С. 5-18.
- Ульянов М. Ю. От «критики» к «рефлексии»: читая книгу А. И. Кобзева "Драмы и фарсы российской китаистики. Научный сборник (М., 2016) // 47-я научная конференция Общество и государство в Китае. Ученые записки отдела Китая. Выпуск 23. Том. XLVIII. Часть 2. М., 2017. С. 264—302.
- Ульянов М. Ю. История Древнего Китая в работах советских китаеведов 20-30-х гг. ХХ в. (краткий обзор) / 48-я научная конференция Общество и государство в Китае. Ученые записки отдела Китая. Выпуск 28. Т. XLVIII. ч.2. М., 2018.
- Деопик Д. В., Ульянов М. Ю. О нашем направлении в изучении истории традиционного Китая: теория и практика создания научного коллектива // Вестник Университета Дмитрия Пожарского. 2019. № 3. С. 9-45.
- Ульянов М. Ю. О статье Э. Балаша. Послесловие научного редактора // Вестник Университета Дмитрия Пожарского. 2020, № 2. С. 247—249.
- Ульянов М. Ю., Федорин А. Л. К 90-летию Д. В. Деопика: о вкладе в развитие отечественного востоковедения // Вестн. Моск. ун-та. Сер. 13. Востоковедение. 2022. № 4. C. 98-120.
- Кобзев А. И., Ульянов М. Ю. Весны и осени господина Лю (слово о юбиляре) // Миссия синолога и классический Китай: к 90-летию М. В. Крюкова. Ученые записки отдела Китая. Выпуск 44. — М.: ИВ РАН, 2022. С. 6-43.

Рецензии
- Ульянов М. Ю. [Рецензия:] А. А. Маслов. История китайской цивилизации. М., 2000; А. А. Маслов. Китай: Колокольца в пыли. Странствия мага и интеллектуала. М.: Алетейа, 2003. А. А. Маслов. Китай: Укрощение драконов. Духовные поиски и сакральный экстаз. М.: Алетейа, 2003. (Совместно с К. М. Тертицким, С. Филоновым) // Восток, № 2, 2006, с. 196—203.
- Ульянов М. Ю. [Рецензия:] История Китая с древнейших времён до начала XXI века: В 10 т. Т. 3: Троецарствие, Южные и Северные династии, Суй, Тан (220—907) / Отв. ред. И. Ф. Попова, М. Е. Кравцова; Институт Дальнего Востока РАН; Гл. ред. С. Л. Тихвинский. М.: Наука, Восточная литература, 2014 // Вестник Гуманитарного научного фонда. № 3 (80). 2015.
- Попова Г. С., Ульянов М. Ю. [Рецензия]: Чтимая книга: Древнекитайские тексты и перевод «Шан шу» («Шу цзин») и «Малого предисловия» («Шу сюй»). Подгот. древнекит. текстов и илл., пер., прим. и предисл. В. М. Майорова; послесл. В. М. Майорова и Л. В. Стеженской. М.: ИДВ РАН, 2014 // Восток, № 4, 2016. С. 213—224.
- Ульянов М. Ю. [Рецензия:] Повесть о раджах Пасея. Пер. с малайского, исследование, примеч. и прилож. Л. В. Горяевой. М.: Наука. Восточная литература, 2015 // Письменные памятники Востока. 2017, № 2. С. 129—133.
- Дмитриев С. В., Железнова Н. А., Орлова Н. А., Ульянов М. Ю. [Рецензия:] Сакральное на традиционном Востоке. Отв. ред. А. Л. Рябинин; ред.-сост. Д. Д. Васильев, О. А. Королева, Н. И. Фомина. М.: ИВ РАН, 2017 // Восток, № 2, 2019, с. 221—232.